# Дельгрес, Луи
Луи́ Дельгре́с (фр. Louis Delgrès; 2 августа 1766 — 28 мая 1802) — французский офицер-мулат, участник Революционных войн на Антильских островах. Руководитель восстания против восстановления рабства на Гваделупе, в ходе которого погиб. В 1998 году в парижском Пантеоне установлена символическая табличка в память о нём.

## Исторический контекст
Во время Великой французской революции рабство во французских колониях было отменено 4 февраля 1794 года. Решение Наполеона от 1802 года о восстановлении рабства вызвало массовые возмущения, в том числе на Гваделупе, где восстание против восстановления рабства возглавили полковник Луи Дельгрес, капитан Жозеф Иньяс и Мулатка Солитюд.

## Биография
О ранних годах жизни Луи Дельгреса известно мало. Есть версия, что его отец носил то же имя — Луи Дельгрес, был белым креолом-мартиниканцем и заведовал королевской таможней на Тобаго, а мать была негритянкой. По другой версии, напротив — отец Дельгреса был чёрным рабом, а мать — белой.
Впервые Луи Дельгрес упоминается в источниках в качестве военного-ополченца в 1783 году. В следующий раз он обнаруживается в 1795 году, когда в звании лейтенанта в составе Антильского батальона под командованием генерала Рошамбо он участвовал в войне против англичан, пытавшихся захватить Гваделупу. Попал в плен, был обменян на английских пленных, после чего несколько месяцев провёл в метрополии в составе гарнизона Руана. Вернулся на Гваделупу, напитавшись революционными идеями, и стал руководителем округа Бас-Тер. Участвовал в двух военных кампаниях на соседних островах Сент-Люсия и Сент-Винсент, к 1799 году стал командиром батальона.
В начале 1802 года первым консулом Наполеоном Бонапартом было принято решение о восстановлении рабства в колониях. Для воплощения в жизнь этого решения 2 мая в административный центр Гваделупы Пуэнт-а-Питр прибыли 3470 солдат под командованием генерала Антуана Ришпанса. 10 мая Дельгрес выпустил прокламацию, озаглавленную «последний крик невиновности и отчаяния», ставшую сигналом к вооружённому выступлению против реализации плана Бонапарта. Выступление было подавлено, к 20 мая части Дельгреса были окружены в коммуне Сен-Клод. 21 мая в форте Бембридже войсками под командованием Маглуара Пелажа было перебито от 600 до 800 бунтовщиков во главе с капитаном Иньясом. Осознав бессмысленность продолжения вооружённой борьбы, 28 мая Дельгрес и около 300 его товарищей совершили массовое самоубийство в своём убежище в местечке Матуба у вулкана Суфриер — они обложились бочками с порохом и устроили взрыв.
После поражения восстания и гибели Дельгреса практически все чернокожие и мулаты, выказывавшие хоть какую-то солидарность с ним, были убиты. Не поддержавшие Дельгреса чёрные солдаты также были превентивно наказаны — все они были проданы в рабство. На Гваделупе рабство было окончательно отменено только в 1848 году.

## Память
На месте гибели Луи Дельгреса в Матубе установлен памятник в его честь. 21 ноября 1977 года Форт Сен-Шарль Бас-Тера был переименован в честь Дельгреса. В 1998 году в парижском Пантеоне установлена символическая табличка в память о нём.